# Hell on Wheels
Hell on Wheels (Infierno sobre ruedas en España) es una serie de televisión tipo western estadounidense creada y producida por Joe y Tony Gayton. Ambientado en 1865, la serie es protagonizado por Anson Mount como Cullen Bohannon, un exsoldado confederado que busca venganza contra los combatientes de la Unión que mataron a su esposa.
La serie es transmitida en EE.UU y Canadá en el canal de cable AMC y debutó el 6 de noviembre de 2011. El desarrollo del programa corrió a cargo de Endemol, y se encargaron de la producción Entertainment One y Nomadic Pictures.

## Sinopsis
La trama se ubica en los años 1870, tras el término de la Guerra de Secesión, y se enfoca en Cullen Bohannon, un exsoldado confederado quien busca venganza contra los combatientes de la Unión que mataron a su esposa. Su búsqueda lo lleva al oeste hasta el asentamiento itinerante conocido como «Hell on Wheels» en Nebraska, el cual sigue la construcción del Primer ferrocarril transcontinental de Estados Unidos. No obstante, las cosas se complican cuando una tribu cheyenne ataca la construcción del ferrocarril, con el fin de evitar que sigan construyendo en sus tierras. 

## Reparto

### Principal
- Anson Mount como Cullen Bohannon: un exsoldado confederado que está decidido a vengarse por el asesinato de su cónyuge.
- Common como Elam Ferguson: un esclavo recién liberado que intenta encontrar su lugar en el mundo.
- Dominique McElligott como Lily Bell: una viuda cuyo esposo trabajaba en el ferrocarril trannscontinental.
- Colm Meaney como Thomas C. Durant: un empresario que ha invertido en el ferrocarril con la esperanza de lograr una fortuna.
- Ben Esler como Sean McGinnes: un joven que quiere ganar dinero en el occidente.
- Phil Burke como Mickey McGinnes: es el hermano de Sean, que también quiere lograr el éxito en el occidente.
- Eddie Spears como Joseph Black Moon: un indígena que debe elegir entre el nuevo mundo o las tradiciones de sus ancestros.